# Jovan Vidović
Jovan Vidović, slovenski nogometaš, * 6. januar 1989, Ljubljana.
Vidović je nekdanji profesionalni nogometaš, ki je igral na položaju branilca. V svoji karieri je igral za slovenske klube Domžale, Radomlje, Maribor in Slovan, azerbajdžanski Ravan Baku ter nemške Wehen Wiesbaden, Hanso Rostock, SV Meppen, Weiche Flensburg in Chemnitzer FC. Skupno je v prvi slovenski ligi odigral 82 tekem in dosegel štiri gole. Z Mariborom je osvojil slovenski pokal leta 2011. Bil je tudi član slovenske reprezentance do 18, 19, 20 in 21 let.